# Sony Xperia E3
A Sony Xperia E3 (D2202, D2203, D2206, D2212, D2243) egy belépőszintű androidos okostelefon, amelyet a gyártó Sony 2014 őszén dobott piacra. Kódneve Flamingo. A Sony alsókategóriás telefonjainak következő inkarnációja, az E-sorozat harmadik darabja.

## Hardver
A készülék a Sony hagyományos formatervét kapta meg, anyaga műanyag. Nagyméretű előlapján karcálló üveg mögött található a 4,5 colos kijelző, felül a telefon hangszórója kapott helyet egy értesítési LED-del, alul viszonylag nagy szabad helyen pedig a mikrofon. Oldalt egy microUSB-port található hangerőbillentyűvel és dedikált kamera-gombbal. Az előlapi kamera VGA-minőségű, a hátlapi 5 megapixeles vakus. Videót Full HD-minőségben képes rögzíteni. A műanyag hátlapon egy hangszóró-kivágás található, azt eltávolítva pedig a fixen beépített akkumulátor, egy microSIM-foglalat, és egy microSD-foglalat. A hátlaphoz került rögzítésre az NFC-érzékelő is. A telefon bekapcsológombja a hagyományos alumínium kivitelezésű.
A processzor egy négymagos Qualcomm Snapdragon 400 (1,2 GHz), mellette egy Adreno 305-ös chip felel a grafikai megjelenítésért. Memóriája 1 GB, tárhelye azonban csak 4 GB-os, melyből az operációs rendszer tetemes helyet elfoglal, így csak 1,3 GB használható fel szabadon. Mindazonáltal microSD-kártyával szabadon bővíthető a tárhely, akár 32 GB-ig. A készülék 4G-képes, és támogatja az USB-OTG-t, azaz bizonyos USB-eszközök is csatlakoztathatóak hozzá, nemcsak tölteni lehet vagy a számítógéphez csatlakozni vele.

## Szoftver
A telefon gyárilag az Android 4.4.2-es verzióját (KitKat) kapta, mely 4.4.4-es verzióra frissíthető. Újabb Android sajnos nem jelent meg hozzá, nemhivatalos módokon lehet újabb szoftververziót (pl. CyanogenMOD) feltelepíteni hozzá. A rendszer a Sony hagyományos TimeScape UI-felületét kapta, emellett megtalálható benne a STAMINA-üzemmód is, mely a Sony saját akkumulátor-üzemidő növelő megoldása. A beépített szoftverek között megtalálhatóak a Sony saját szoftverei: a Sony Select, a Socialife (ma News Suite), a What's New, e-mail kliens, File Commander, TrackID zenefelismerő, a kamerához pedig a látványos AR-képeket készíteni képes Kiterjesztett valóság és Kreatív effektus-mód, és egy élő YouTube-közvetítést levezényelni képes plugin. A zenelejátszó szoftver a WALKMAN, mely azóta csak szimplán Music néven elérhető. Beépített videolejátszó programja a HD és Full HD-tartalmakkal is megbirkózik.